# Bosque nacional Arapaho
El bosque nacional Arapaho (en inglés, Arapaho National Forest) es un bosque nacional de los Estados Unidos, localizado en el estado de Colorado. Este bosque está administrado conjuntamente con el Roosevelt National Forest y con el Pawnee National Grassland por la oficina del United States Forest Service en Fort Collins (Colorado). El bosque tiene 2.928 km² y las tres áreas conjuntas comprenden 6.000 km², y se denominan como ARP en el Servicio Forestal («Forest Service»).
El bosque se encuentra localizado en las Montañas Rocosas, situándose en la división continental de la cordillera Front al oeste de Denver. Fue creado el 1 de julio de 1908 por el presidente Theodore Roosevelt y nombrado en recuerdo de los arapajó, una tribu de indios nativos que anteriormente vivió en las llanuras del este de Colorado. El bosque incluye parte de las zonas elevadas de las Montañas Rocosas y valles de ríos en las cuencas del río Colorado y el río Platte Sur.